# Parazitismus

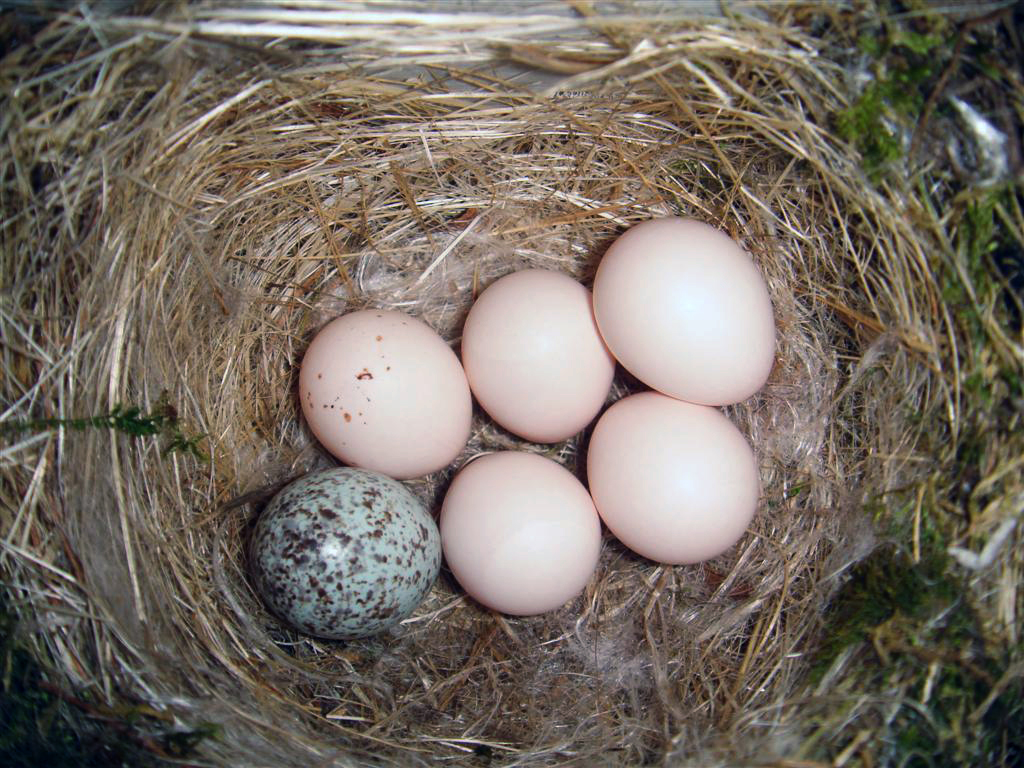
Snesení vajíčka do cizího hnízda je forma parazitismu v Česku známá například u kukačky

Parazitismus je způsob soužití – symbiózy dvou organismů, z nichž jeden organismus označovaný jako parazit nebo cizopasník využívá druhý organismus – hostitele. Parazit se může živit tkáněmi hostitele (aniž by se ho snažil zabít) nebo se přiživovat na hostitelově potravě či jinak profitovat z hostitelova organismu nebo jeho činnosti a snižovat přitom jeho biologickou zdatnost (fitness).
Volně žijící organismus, který není hostitelem několika parazitických jedinců různých druhů, je raritou. Více než polovina známých druhů jsou parazité nebo patogeni, přičemž bakteriální a virové parazity neznáme zdaleka všechny.
Podle parazitologa profesora Julia Lukeše někteří parazité do jisté míry s lidským organismem spolupracovali (byl na ně uvyklý) a jejich vymýcení z lidské populace způsobuje, že se lidský imunitní systém chová nepřirozeně.

## Počet parazitických druhů
Podle některých odhadů představují parazité až čtyři pětiny všech druhů. Každý biologický druh má obvykle alespoň jednoho parazita a tito parazité obvykle mají své další parazity.

## Parazitické druhy

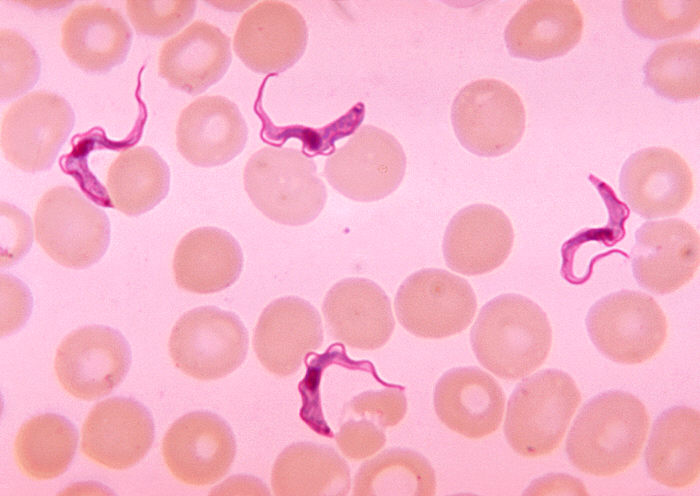
Parazitická Trypanosoma je původcem několika závažných onemocnění postihujících i člověka; na obrázku tmavě růžově proti světlejším červeným krvinkám. Velikost parazitární buňky je asi 20 µm
(světelný mikroskop)

Množství eukaryotických organismů se vyznačuje parazitickým způsobem života, a to často bez ohledu na jejich vzájemnou nepříbuznost. Zejména jednobuněční parazité člověka jsou v centru zájmu vědců. Z říše Excavata patří mezi parazity mnoho diplomonád (Diplomonadida, např. Giardia intestinalis) a trichomonád (Trichomonadida, např. Trichomonas vaginalis), dále trypanozomy (Trypanosomatida, zejména rody Trypanosoma a Leishmania, původci některých významných lidských onemocnění) či někteří zástupci třídy Heterolobosea (např. Naegleria fowleri). Z říše Chromalveolata jsou známi někteří parazitičtí nálevníci (Ciliophora) a dále zejména mnozí výtrusovci (Apicomplexa), jako kokcidie (Coccidea včetně Toxoplasmy) a krvinkovky (Haematozoea, např. rod Plasmodium, původce malárie). Z říše Rhizaria se vyznačují parazitickým způsobem života například nádorovky (Phytomyxea) či haplosporidie (Haplosporidia). Z říše Amoebozoa mezi cizopasníky patří namátkou Acanthamoeba, Entamoeba histolytica a další.
Známe i mnohé parazitické rostliny, konkrétně jednobuněčné řasy rodu Prototheca, ale i mnohé vyšší rostliny, jako kokotice (Cuscuta) či poloparazitické jmelí (Viscum).
Z větve směřující k živočichům a houbám (Opisthokonta) jsou známy rovněž mnozí parazité: například plísňovky (Mesomycetozoa) a rybomorky (Myxozoa). Z říše houby (Fungi) parazitují mikrosporidie (Microspora), různé plísně (např. rody Aspergillus, Penicillium) a kvasinky (např. Candida albicans).
Z živočichů (Metazoa) parazitují mnozí zástupci kmene ploštěnců (Platyhelminthes), jako ploštěnky (Turbellaria), tasemnice (Cestoda), jednorodí (Monogenea) a motolice (Trematoda). Dále jsou paraziti mezi kmeny vrtejši (Acanthocephala), kroužkovci (Annelida, zejména pijavice, Hirudinea) a též v rámci kmene hlístice (Nematoda) a strunovci (Nematomorpha). Existují však i parazitičtí členovci (Arthropoda) i strunatci (Chordata).

## Formy parazitismu
Vztahy mezi cizopasníkem a hostitelem lze dělit dle různých vztahů. Podle biologické povahy organismu lze rozlišovat:
- obligátní parazitismus (typický, pravý) – u každého parazita, u něhož alespoň jedna fáze ontogenetického vývoje probíhá na úkor jiného organismu;
- fakultativní parazitismus (podmíněný, příležitostný) – u organismů žijících volně v přírodě, které při náhodném vniknutí do hostitele mohou žít parazitickým způsobem.

Dle prostorových vztahů dělíme cizopasníky na ektoparazity, kteří žijí mimo hostitele či na jeho povrchu (např. komár, pijavice), a endoparazity, kteří žijí uvnitř hostitele, v jeho útrobách, tkáních či buňkách (toxoplasma, tasemnice).
Podle časového vztahu k hostiteli se obligátní parazité dělí na dočasné, stálé a periodické.
Zvláštním případem parazitismu je hnízdní parazitismus, dobře známý například u kukačky.
Parazity rostlin lze dělit podle přítomnosti chlorofylu na dvě skupiny:
- hemiparazité (poloparazité) – zelené rostliny, jež z hostitele přijímají jen vodu a minerální látky, příkladem může být jmelí (Viscum) nebo ochmet (Loranthus);
- holoparazité – nezelené rostliny, jež ze svého hostitele přijímají i asimiláty, např. záraza (Orobanche) nebo podbílek (Lathraea).

## Pravěcí parazité
V roce 2012 byla publikována vědecká studie o objevu obřích parazitických blech z doby dinosaurů (střední jura a spodní křída, před 165 miliony až 125 miliony let). Tyto až 23 mm dlouhé pravěké blechy (rod Pseudopulex) se zřejmě specializovaly na sání krve opeřených dinosaurů a ptakoještěrů. Další druhohorní rody parazitů podobných blechám jsou Tarwinia z Austrálie a Saurophthirus z ruského Dálného východu. Další doklady parazitismu známe i u jiných pravěkých živočichů.
Některé dinosauří fosilie vykazují také přítomnost možných mikroskopických až menších makroskopických parazitů v krevním oběhu obřích druhohorních titanosaurních sauropodů.